# Kitchen Confidential
Kitchen Confidential est une série télévisée américaine en 13 épisodes de 22 minutes, créée par David Hemingson (en) dont 4 épisodes ont été diffusés entre le 19 septembre 2005 et le 5 décembre 2005 sur le réseau FOX.
En France, la série a été diffusée à partir du 5 juin 2009 sur Série Club.

## Synopsis
Basée sur l'autobiographie d'Anthony Bourdain, chef cuisinier renommé de New York, cette série explore le délirant mais délicieux monde des restaurants chics. Le chef Jack Bourdain a connu le succès très jeune grâce à ses talents culinaires mais il a aussi succombé à de nombreuses dérives, avec notamment la boisson et la drogue. Après s'être débarrassé difficilement de ses vices, Jack n'avait retrouvé qu'un emploi dans une chaîne de restauration rapide où l'on ne cuisinait que des pâtes.
Soudain, on offre à Jack l'opportunité de revenir au sommet en devenant le chef cuisinier de l'un des plus grands restaurants new-yorkais, le Nolita. Bien sûr, pour cela, Jack doit faire ses preuves : il doit trouver en 48 heures le personnel de son restaurant et préparer un repas pour plus de 300 personnes, y compris les critiques culinaires de New-York les plus réputés. Rapidement, son équipe est faite.

## Distribution
- Bradley Cooper (VF : Damien Boisseau) : Jack Bourdain
- Owain Yeoman (VF : Didier Cherbuy) : Steven Daedalus
- John Cho : Teddy Wong
- Nicholas Brendon (VF : Mark Lesser) : Seth Richman
- Jaime King (VF : Christine Sireyzol) : Tanya
- John Francis Daley (VF : Donald Reignoux) : Jim
- Bonnie Somerville (VF : Laura Préjean) : Mimi Lugeria
- Sam Pancake (VF : Thierry Bourdon) : Cameron
- Frank Langella : Pino Lugeria

## Épisodes
1. Le resto est ouvert (Exile on Main Street)
2. Qui vole un œuf (Aftermath)
3. Le repas du condamné (Dinner Date With Death)
4. Maudits Français (French Fight)
5. Le combat des chefs (You Lose, I Win)
6. Chauds lapins (Rabbit Test)
7. Brunch attitude (Let's Do Brunch)
8. Teddy contre attaque (Teddy Takes Off)
9. Mauvais œil (The Robbery)
10. La chasseuse de chef (Praise Be Praise)
11. Le cuisinier, le boss et sa maitresse (An Affair to Remember)
12. À couteaux tirés (Power Play)
13. Anguille sous roche (And the Award Goes to...)